# Banchus mauricettae
Banchus mauricettae är en stekelart som beskrevs av Michael G. Fitton 1985. Banchus mauricettae ingår i släktet Banchus och familjen brokparasitsteklar. Inga underarter finns listade.